# Challenger de Bérgamo 2017

El torneo Trofeo Faip–Perrel 2017 fue un torneo profesional de tenis. Pertenece al ATP Challenger Series 2017. Se disputó su 12.ª edición sobre superficie dura bajo techo, en Bergamo, Italia entre el 20 al el 26 de febrero de 2017.

## Jugadores participantes del cuadro de individuales
| Favorito | País                   | Jugador               | Rank1 | Posición en el torneo |
| -------- | ---------------------- | --------------------- | ----- | --------------------- |
| 1        | Bandera de Italia      | Andreas Seppi         | 70    | Primera ronda         |
| 2        | Bandera de Eslovaquia  | Lukáš Lacko           | 104   | Segunda ronda         |
| 3        | Bandera de Francia     | Pierre-Hugues Herbert | 109   | Baja                  |
| 4        | Bandera de Italia      | Luca Vanni            | 143   | Primera ronda         |
| 5        | Bandera de Bielorrusia | Uladzimir Ignatik     | 150   | Segunda ronda         |
| 6        | Bandera de Alemania    | Peter Gojowczyk       | 153   | Baja                  |
| 7        | Bandera de Francia     | Quentin Halys         | 164   | FINAL                 |
| 8        | Bandera de Alemania    | Maximilian Marterer   | 171   | Primera ronda         |
| 9        | Bandera de Italia      | Stefano Napolitano    | 172   | Primera ronda         |
| 10       | Bandera de Bielorrusia | Ilia Ivashka          | 177   | Segunda ronda         |

- 1 Se ha tomado en cuenta el ranking del 13 de febrero de 2017.

### Otros participantes
Los siguientes jugadores recibieron una invitación (wild card), por lo tanto ingresan directamente al cuadro principal (WC):
- Andrea Arnaboldi
- Matteo Berrettini
- Andreas Seppi
- Jerzy Janowicz

Los siguientes jugadores ingresan al cuadro principal tras disputar el cuadro clasificatorio (Q):
- Matthias Bachinger
- Rémi Boutillier
- Egor Gerasimov
- Yannick Hanfmann

## Campeones

### Individual Masculino
- Jerzy Janowicz derrotó en la final a  Quentin Halys, 6–4, 6–4

### Dobles Masculino
- Julian Knowle /  Adil Shamasdin derrotaron en la final a  Dino Marcan /  Tristan-Samuel Weissborn, 6–3, 6–3